# تود وليامز
تود وليامز (بالإنجليزية: Todd Williams)‏ هو ممثل أمريكي، ولد في 11 سبتمبر 1976 بكوينز في الولايات المتحدة.

## أعمال

### أفلام
- (2015) سان أندرياس[4][5][6]

## وصلات خارجية
- تود وليامز على موقع IMDb (الإنجليزية)
- تود وليامز على موقع روتن توميتوز (الإنجليزية)
- تود وليامز على موقع ألو سيني (الفرنسية)
- تود وليامز على موقع أول موفي (الإنجليزية)
- تود وليامز على موقع قاعدة بيانات الفيلم (الإنجليزية)